# National Football League 1936
La stagione NFL 1936 fu la 17ª stagione sportiva della National Football League, la massima lega professionistica statunitense di football americano. La stagione iniziò il 13 settembre 1936 e si concluse con la finale del campionato che si disputò il 13 dicembre al Polo Grounds di New York e che vide la vittoria dei Green Bay Packers sui Boston Redskins per 21 a 6.
La stagione fu la prima nella storia della NFL giocata dalle stesse squadre della precedente. Fu inoltre la prima stagione in cui tutte le squadre giocarono lo stesso numero di partite.

## Modifiche alle regole
- Venne istituito il draft, il metodo cioè con cui tutte le squadre avrebbero potuto scegliere dei nuovi giocatori da inserire nei propri organici secondo criteri prestabiliti.
- Venne deciso che la penalità per un passaggio in avanti illegale sarebbe stata di 5 iarde dal punto del fallo.

## Stagione regolare
La stagione regolare si svolse in 12 giornate, iniziò il 13 settembre e terminò il 6 dicembre 1936.

### Risultati della stagione regolare
- V = Vittorie, S = Sconfitte, P = Pareggi, PCT = Percentuale di vittorie, PF = Punti Fatti, PS = Punti Subiti
- Nota: nelle stagioni precedenti al 1972 i pareggi non venivano conteggiati nel calcolo della percentuale di vittorie.

| Eastern Division    |   |    |   |     |     |     |
| Squadra             | V | S  | P | PCT | PF  | PS  |
| Boston Redskins     | 7 | 5  | 0 | 583 | 149 | 110 |
| Pittsburgh Pirates  | 6 | 6  | 0 | 500 | 98  | 187 |
| New York Giants     | 5 | 6  | 1 | 455 | 115 | 163 |
| Brooklyn Dodgers    | 3 | 8  | 1 | 273 | 92  | 161 |
| Philadelphia Eagles | 1 | 11 | 0 | 83  | 51  | 206 |

| Western Division  |    |   |   |     |     |     |
| Squadra           | V  | S | P | PCT | PF  | PS  |
| Green Bay Packers | 10 | 1 | 1 | 909 | 248 | 118 |
| Chicago Bears     | 9  | 3 | 0 | 750 | 222 | 94  |
| Detroit Lions     | 8  | 4 | 0 | 667 | 235 | 102 |
| Chicago Cardinals | 3  | 8 | 1 | 273 | 74  | 143 |

## La finale
La finale del campionato si disputò il 13 dicembre al Polo Grounds di New York e che vide la vittoria dei Green Bay Packers sui Boston Redskins per 21 a 6. Fu l'unica volta nella storia della NFL che una squadra, i Boston Redskins, pur avendo la possibilità di disputare una gara nel proprio stadio di casa, decise di giocare in campo neutro per motivi di scarsa affluenza di pubblico.

## Vincitore
| Vincitori del campionato NFL 1936 Green Bay Packers 4º titolo |